# Robert Retherford
Robert Curtis Retherford (1912-1981) est un physicien américain. 

## Biographie
Il est étudiant diplômé de Willis Eugene Lamb au Columbia Radiation Laboratory. Retherford et Lamb réalisent la célèbre expérience révélant le déplacement de Lamb dans la structure fine de l'hydrogène, une étape expérimentale décisive vers une nouvelle compréhension de l'électrodynamique quantique,.